# Svaz demokratické levice
Svaz demokratické levice, polsky Sojusz Lewicy Demokratycznej, zkratka SLD, je polská levicová strana. Je označována za postkomunistickou, protože značná část členů přešla z komunistické PZPR přes nástupnickou organizace SdRP do SLD, která vznikla v roce 1999. Oficiálně se však od komunistických kořenů distancuje a označuje se za moderní sociálně-demokratickou stranu.
V minulosti patřila k nejsilnějším stranám v Polsku, dvakrát vyhrála parlamentní volby (1993 a 2001) a stala se pro dané volební období vládní stranou. Mezi lety 2015-2019 neměla žádné zastoupení v polském parlamentu (v Senátu trvá tento stav již od roku 2005). Ve volbách do parlamentu v roce 2019, však strana získala 49 mandátů, a vrátila se tak do Sejmu. 

## Program
Podporuje zachování většiny funkcí sociálního státu. V programu prosazuje světskost státu a světonázorovou toleranci, včetně práva matek na plánované rodičovství. Je proti rovné dani, legalizaci eutanazie, stažení vojsk z Iráku, legalizaci tzv. měkkých drog, obnovení trestu smrti a zveřejnění aktů komunistických tajných služeb. Je pro legalizaci interrupcí, registrovaná partnerství, zachování bezplatného vysokého školství a zdravotnictví.

## Historie
Strana je vzhledem ke svému původnímu členstvu považována za nástupnickou stranu komunistické PZPR, byť se od ní distancuje a považuje se za moderní sociálnědemokratickou stranu. Od svého založení se řadila mezi nejsilnější strany Polska, byť tedy byla zároveň poněkud osamocená, protože její původ, levicovost v morálních otázkách a antikatolicismus z ní činily pro většinu Poláků nepřijatelnou a antisystémovou stranu.
Když v roce 1993 vyhrála volby, měla obrovský problém najít koaličního partnera - nakonec se spojila s Polskou lidovou stranou, která navzdory horšímu výsledku obsadila post premiéra a většinu ministrů. Vláda se ukázala nestabilní a rozpadla se pro především personální spory už po necelém půldruhém roce existence. Koalice přežila, ale následně se na scéně vystřídali dva další pemiéři z SDL. SDL sice v dalších volbách mírně posílila, ovšem podpora jejího koaličního partnera se smrskla na méně než polovinu a volby i tak vyhrála sjednocená pravice, takže SDL musela přejít do opozice. Skandály pravicové vlády jí ovšem připravily pohodlnou cestu k velkému triumfu v dalších volbách.
Na vrcholu moci se SDL ocitla v září 2001, kdy v koalici s Unií práce drtivě vyhrála parlamentní volby při zisku 41 % hlasů. V 460členném Sejmu získala SDL-UP 216 poslanců (sama SLD 196 poslanců), ve stočlenném Senátu dokonce 75 křesel, vládní koalici uzavřela opět s Polskou lidovou stranou. SLD sám zabředl do řady největších korupčních skandálů, od nejnižších příček (na místní úrovni) až po nejvyšší patra. K největším patří Rywinova aféra, která podle pozorovatelů, tisku a členů sejmové vyšetřovací komise sahala až k premiérovi Leszku Millerovi. Po aférách se ze strany se odštěpila skupina politiků včetně maršálka (předsedy) Sejmu Marka Borowského, která založila stranu Socjaldemokracja Polska (SdPL). Další skupina odešla do nově vytvářené Demokratické strany. Zároveň se během 1,5 roku na postu předsedy SLD vystřídali čtyři politici.
Skandály a nestabilita hodně poznamenaly volební podporu pro SDL. V roce 2004 se k průzkumům přidal i reálný výsledek v podobě propadáku ve volbách do Evropského parlamentu, kdy strana získala pouze 9,35 % hlasů. Podle průzkumů před parlamentními volbami v září 2005 se SLD v jednu chvíli třásl o samotné překročení pětiprocentní hranice pro vstup do parlamentu, ale nakonec získal přes 11 % hlasů a 55 křesel v Sejmu, v senátních volbách ale zcela propadl. SDL doufala, že se podpora voličů časem opět vzpamatuje, ale její naděje se ukázaly liché. V předčasných volbách v roce 2007, které následovaly poté, co skandály dezintegrovaly menší koaliční partnery ve vládě Jaroslawa Kaczyńského, kandidovala SDL spolu s větším počtem levicových a liberálních stran, ovšem celé uskupení získalo pouze 13,15 % hlasů a bylo rozpuštěno krátce po volbách. V Senátu nezískalo jediné křeslo.
Pak už následoval jen rychlý pád. Před volbami v roce 2011 opustila SDL část členů a příznivců, která se pak zapojila do Palikotova hnutí, stavícího svoji prezentaci na ještě tvrdším a otevřenějším antikatolicismu než SDL. Strana získala jen 8,24 % hlasů. Další vrchol jejího úpadku přišel ve volbách v roce 2015, kdy strana neprozřetelně utvořila s drobnými levicovými uskupeními další volební koalici, která ale nedokázala překročit 8% hranici pro koaliční uskupení a se ziskem pouhých 7,6 % hlasů skončila zcela mimo Sejm i Senát.

## Předsedové
- Leszek Miller: 15. dubna 1999 - 21. ledna 2004
- Krzysztof Janik: 21. ledna 2004 - 18. prosince 2004
- Józef Oleksy: 18. prosince 2004 - 29. května 2005
- Wojciech Olejniczak: 29. května 2005 - 31. května 2008
- Grzegorz Napieralski: od 31. května 2008 - 10. prosince 2011
- Leszek Miller: 10. prosince 2011 - 23. ledna 2016
- Włodzimierz Czarzasty - od 23. ledna 2016